# Estados Unidos nos Jogos Olímpicos de Verão de 1920
Os Estados Unidos da América competiram nos Jogos Olímpicos de Verão de 1920 em Antuérpia, na Bélgica. Foram 288 representantes (274 homens e 14 mulheres) em 18 esportes. Ficaram em 1º lugar no ranking geral, com 41 medalhas de ouro.